# 천진리역
천진리역(天津里驛)은 동해북부선의 폐역된 역이다. 지금의 천진초등학교 남쪽 학사촌길 일원에 역이 있었다.

## 같이 보기
- 동해북부선